# Mazda Xedos 9
Mazda Xedos 9 (Eunos 800, на японському ринку Mazda Millenia) — автомобіль бізнес-класу на платформі Mazda T від японської компанії Mazda.

## Опис

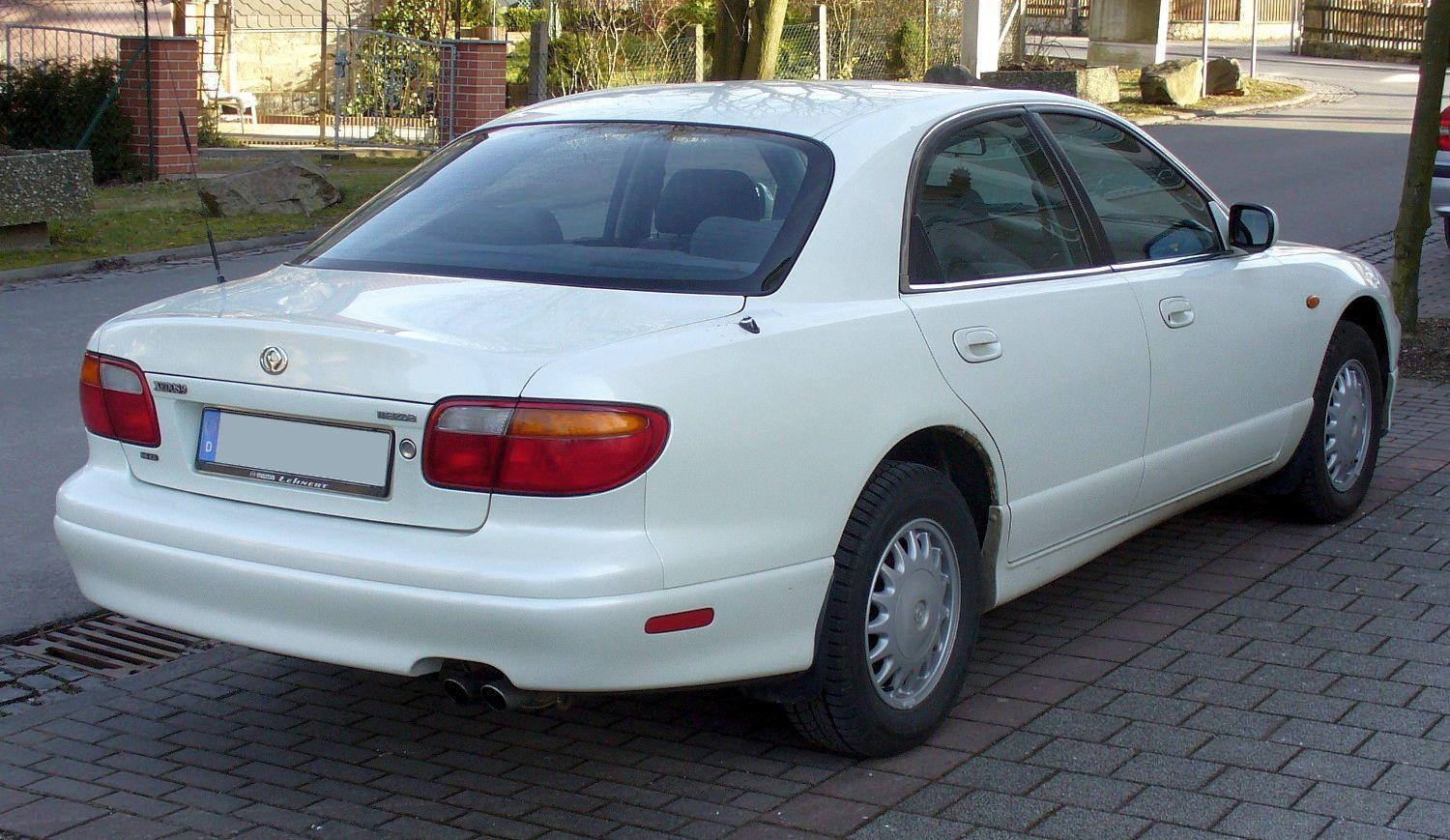
Mazda Xedos 9 (1993—1996)

Eunos 800 був представлений на Токійському автосалоні 1993 року, на європейському ринку він називався Mazda Xedos 9.
В січні 1994 року на американському ринку з'явилася Mazda Millenia.
Модель Xedos 9 пережила три рестайлінги — в 1996-му, 1998-му і 2000-му роках. Оснащувалася атмосферними двигунами KF — 2.0 л V6 24V, 144 к.с., KL — 2.5 л V6 24V, 167 к.с., і двигуном, що працює по циклу Міллера, оснащеним компресором Лісхольма — модель KJ — 2.3 л V6 24V, 211 к.с.
Вважається, якби компанія Мазда спеціалізувалися на випуску автомобілів преміум класу типу Інфініті, то Мазда Мілленія була б флагманом. Завдяки своїм характеристикам й елегантному зовнішньому вигляду з плавними лініями, Millenia часто стає вибором споживачів, зацікавлених в автомобілях класу «люкс». Основними конкурентами моделі називають: Honda Accord EX V6, Nissan Maxima, Audi A4, Acura TL і Lincoln LS. 
Список стандартних комплектуючих досить значний і включає в себе: кондиціонер, круїз-контроль, тахометр, регулювання керма по висоті і по вильоту, шкіряне обплетення керма, кнопки управління на кермі, радіо, касетний плеєр, CD-плеєр, електрорегулювання водійського сидіння, поперекову підтримку на передніх сидіннях, шкіряну обшивку салону, електрорегулювання пасажирського сидіння, електричний люк, дверні замки безпеки від дітей, центральний замок, протиугінну систему, антиблокувальну систему гальм, водійську подушку безпеки, передні бічні подушки безпеки, подушку безпеки переднього пасажира, електропривід стекол, дистанційне відкриття і закриття дверей, автоматичний коректор фар, протитуманні фари, передній спойлер, литі диски, електросклопідйомники, дзеркала з електроприводом, регулювання частоти склоочисників і підігрів заднього скла. 
У 1992 році седан отримав на вибір три силових агрегати. Всі вони належать до бензинового переліку. Найменшим з них є 2.0-літровий V6 на 146 кінських сил. До сотні седан з ним розганяється за 10.7 секунд. Витрата палива перебуває на рівні 8.4 л/100 км у змішаному циклі. Пару двигуну складає п'ятиступінчаста механічна коробка передач. Далі йде 2.3-літровий V6 на 214 конячок. Розгін з ним відбувається за  9.5 секунд. Витрата палива складає 10.0 л/100 км у змішаному циклі. Доповнює силовий агрегат чотириступінчаста автоматична коробка. Завершує перелік 2.5-літровий V6 на 170 кінських сил. З ним Xedos 9 розганяється за 8.6 секунд, витрачаючи 9.3 л/100 км у змішаному циклі. У 2000 році до переліку приєднались ще декілька двигунів. Так, 2.5-літровий V6 запропонували у версії на 164 кінських сили. З ним автомобіль розганяється за 11.0 секунд, витрачаючи 10.7 л/100 км у змішаному циклі. З'явився 2.3-літровий V6 двигун на 211 кінських сил. Розгін з цим силовим агрегатом відбувається за 8.2 секунд. Витрата палива перебуває на рівні 12.2 л/100 км у міському та 8.0 л/100 км у заміському циклі. Пару двигуну складає п'ятиступінчаста механічна коробка передач. Привід в автомобіля на передні колеса.  

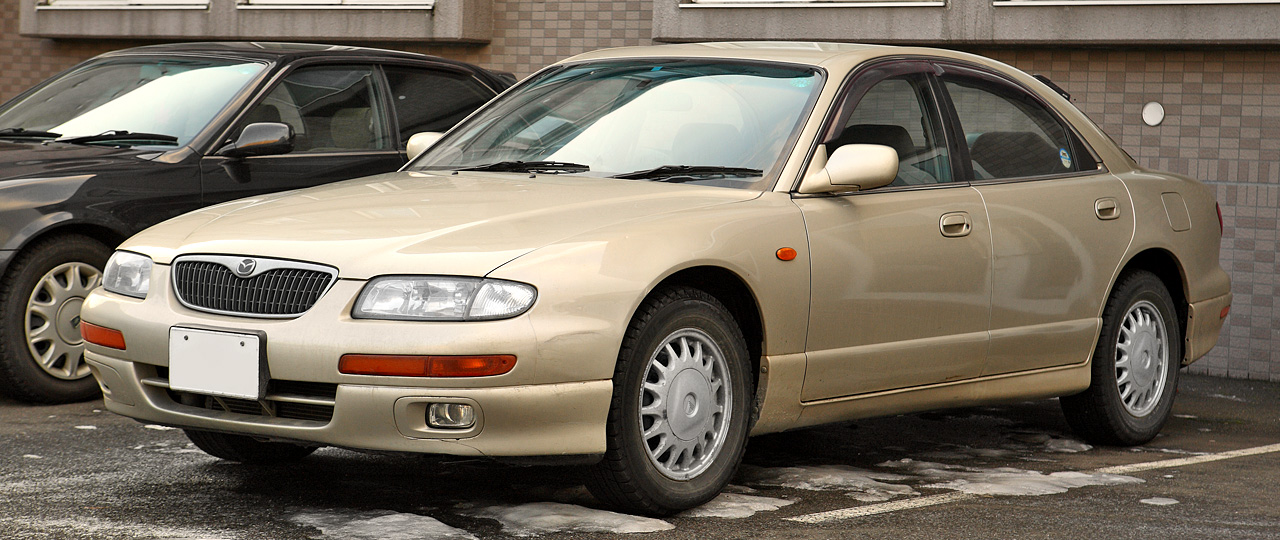
Mazda Xedos 9 (1996–1998)
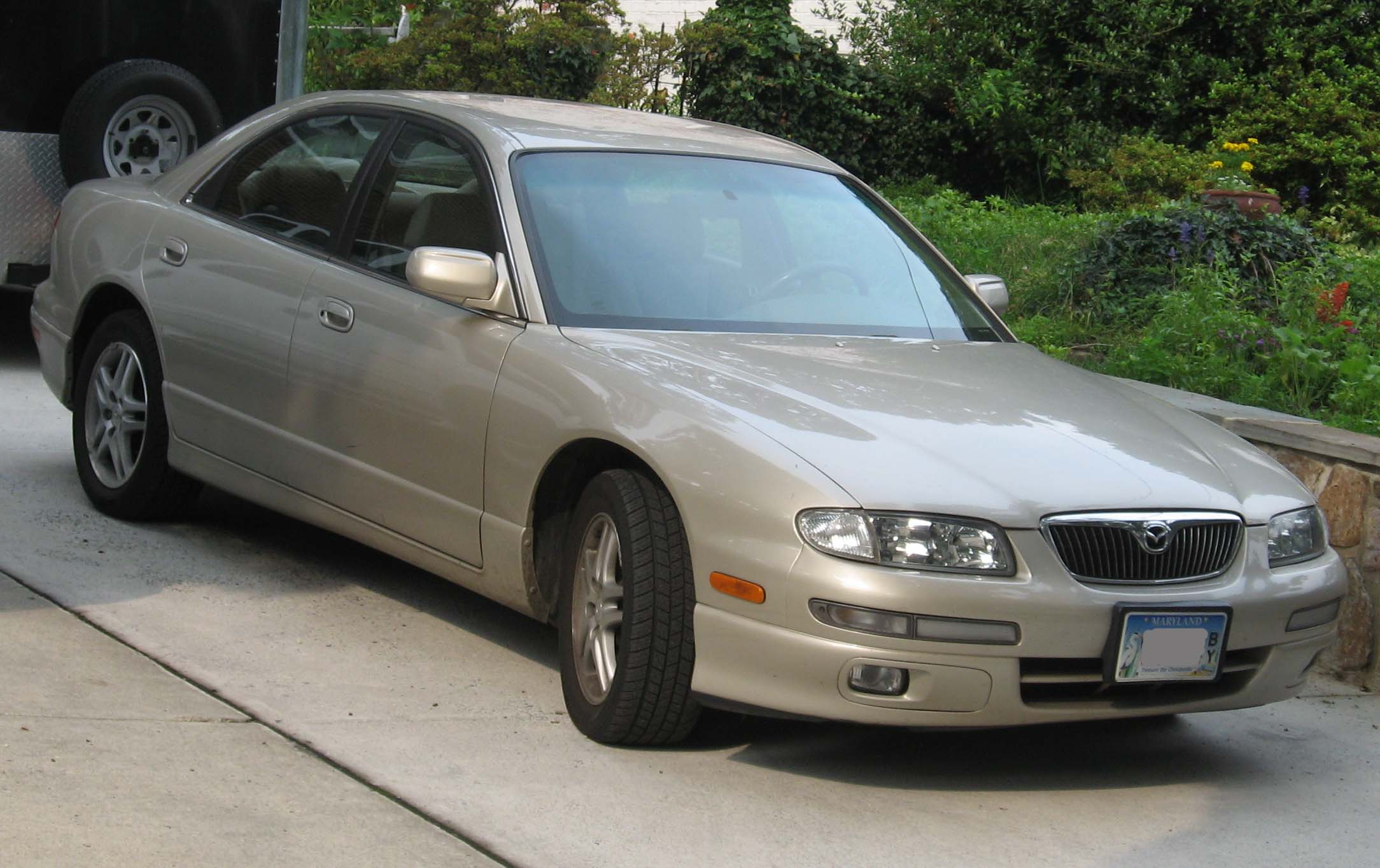
Mazda Xedos 9 (1998–2000)
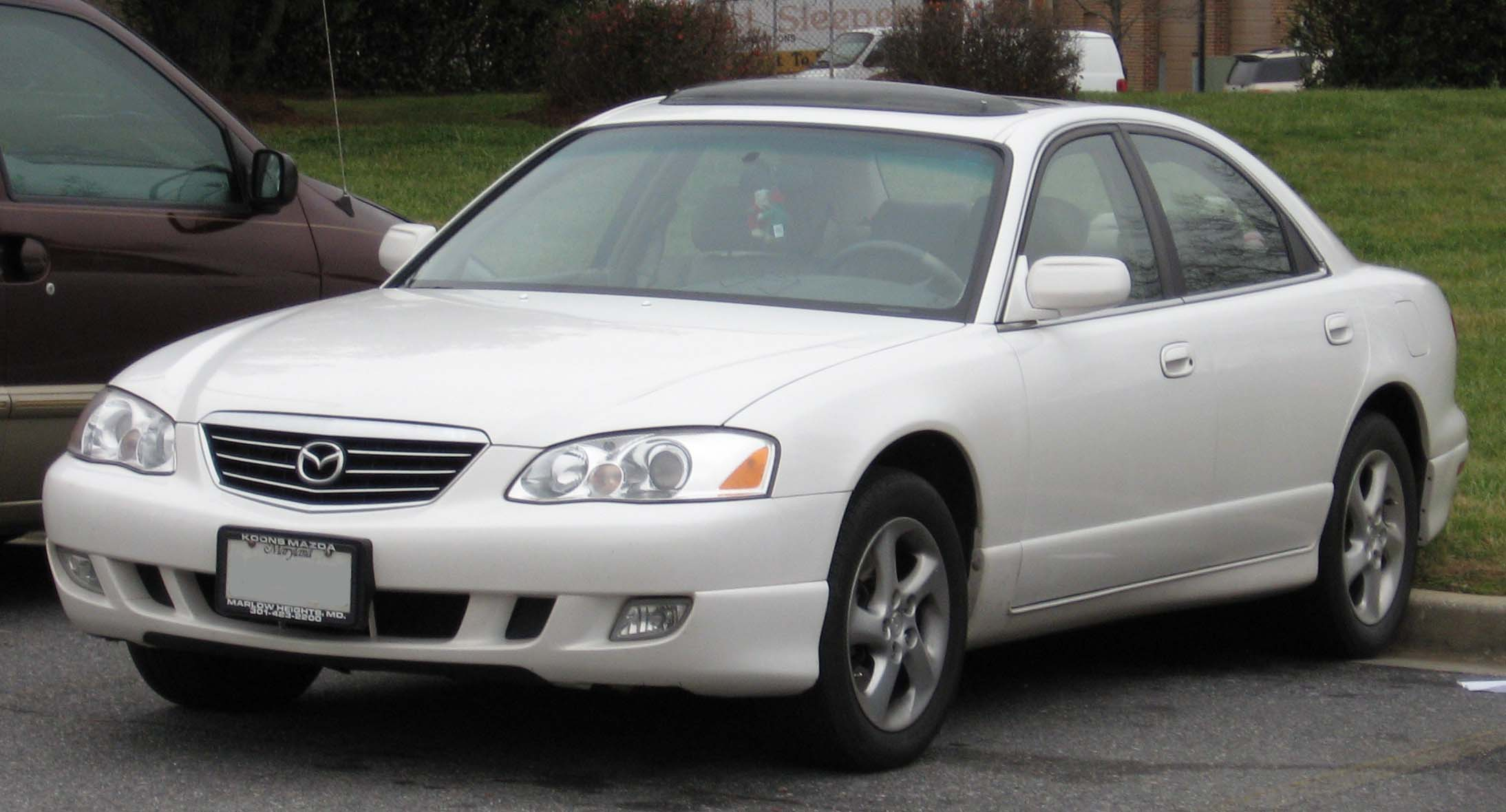
Mazda Xedos 9 (2000–2002)

## Двигуни
- 2.0 л V6 140 к.с.
- 2.5 л KL-ZE V6 170 к.с.
- 2.3 л KJ-ZEM V6 (Цикл Міллера, з компресором) 210 к.с.